# شورش کمونرس
شورش کمونرس (به اسپانیایی: Guerra de las Comunidades de Castilla) شورشی از سوی شهروندان کاستیا علیه حکومت کارل پنجم بین سالهای ۱۵۲۰ و ۱۵۲۱ میلادی بود.
ایزابلای کاتولیک شهبانوی کاستیا و فردیناند کاتولیک، شاه آراگون، توانسته بودند با فتح غرناطه،
اخراج یهودیان و مسلمانان از شبه‌جزیره ایبری،
و کشف اتفاقی قارهٔ آمریکا با حمایت مالی از کریستف کلمب اسپانیای واحد را پایه‌گذاری کنند. خوانا به شکلی اتفاقی و پس از مرگ ناگهانی برادرش خوان در ۱۴۹۷، خواهر بزرگش ایزابلای آراگون در ۱۴۹۸، و خواهرزاده‌اش میگل دا پاز در ژوئیه ۱۵۰۰ (تنها چند ماه پس از تولد کارل) به ولیعهدی کاستیا رسید.
ایزابلای کاتولیک در سال ۱۵۰۴ درگذشت و خوانا فرمانروای کاستیا شد.[یادداشت] نبردی بر سر تاج‌وتخت کاستیا درگرفت. پدر خوانا، فردیناند کاتولیک، و شوهر او، فیلیپ زیبا، هر یک به نام خود و خوانا سکه ضرب کردند. در این میان شایعاتی مبنی بر دیوانه بودن خوانا پخش شد. خوانا اتهام دیوانگی را رد کرد و در نامه‌ای نوشت که تنها «کمی حسود است و آن را از مادرش به ارث برده.» در نهایت فیلیپ و فردیناند به توافق رسیدند و با امضای بیانیه‌ای خوانا را دیوانه اعلام کردند. فیلیپ به عنوان نایب‌السلطنه همسرش به حکومت اسپانیا رسید، ولی این حکومت دیر نپایید. در ۲۵ سپتامبر ۱۵۰۶، فیلیپ به ناگاه در ۲۸ سالگی درگذشت. خوانای دیوانه نمی‌توانست و خودش هم نمی‌خواست که به تنهایی حکومت بر کاستیا ادامه دهد.[یادداشت] خوانای دیوانه به قلعهٔ تردسییاس فرستاده شد و تا زمان مرگش در سال ۱۵۵۵ (شش سال پیش از مرگ پسرش کارل) در آن‌جا ماند. فردیناند کاتولیک به عنوان نایب‌السلطنهٔ دخترش کنترل اسپانیا را در دست گرفت.
فردیناند کاتولیک، که برای سال‌ها تلاش کرده بود از سلطه دودمان هابسبورگ بر فرانسه جلوگیری کند، در ۲۳ ژانویه ۱۵۱۶ درگذشت و کارل شانزده ساله به عنوان نایب‌السلطنه مادرش، خوانای دیوانه، کنترل کاستیا و لئون و آراگون را در دست گرفت. فردیناند در وصیت‌نامه‌اش نوشته بود که کنترل مستقیم کاستیا باید در دست کاردینال فرانسیسکو خیمنز دی سیسنروس که از مهمترین مشاوران فردیناند و ایزابل بود باشد، ولی مخالفان اسپانیایی فردیناند که در زمان زنده بودن او به بروکسل گریخته بودند موفق شدند وصیت‌نامه فردیناند کاتولیک را باطل کنند و در ۱۴ مارس ۱۵۱۶ کارل را به عنوان پادشاه کاستیا و لئون اعلام کردند. کارل در سال ۱۵۱۷ برای اولین بار از کشورهای سفلی خارج شد و به اسپانیا رفت و برادر کوچکترش فردیناند را دید. کارل در اسپانیا از خود اراده‌ای استوار به نمایش گذاشت و پیشنهاد خانواده‌اش مبنی بر اینکه حکومت هلند یا اسپانیا را به برادرش بدهد را قاطعانه رد کرد.
کارل دو و نیم سال در اسپانیا ماند و آداب و زبان اسپانیایی را آموخت. با مرگ پدربزرگش ماکسیمیلیان یکم، امپراتور مقدس روم، در ۲۲ ژانویه ۱۵۱۹ کارل اسپانیا را تحت نایب‌السلطنگی آموزگارش آدریان رها کرد.
اشراف اسپانیایی که کارل را یک خارجی می‌دانستند و منافع خود را در خطر می‌دیدند فرصت را مناسب دیدند تا کارل را برکنار و مادرش خوانای دیوانه را به حکومت برسانند. این به زودی از طرف مردم عادی (کمونرس) حمایت شد و جنبهٔ ضد ارباب‌منشی به خود گرفت.
در نهایت شورش کمونرس پس از یک سال در نبرد ویالار سرکوب شد و سران آن اعدام شدند.
پس از پایان دیکتاتوری فرانکو در اسپانیا روز ۲۳ آوریل به عنوان یامان شورش کمونرس در اسپانیا گرامی داشته می‌شود.